# FSC Dynamo Windrad Kassel
Der Freizeitsportclub Dynamo Windrad e.V. ist ein in Wehlheiden gegründeter deutscher Sportverein mit Sitz in der Kasseler Nordstadt, der zu den größeren Vereinen in Nordhessen zählt. Der Verein entwickelte sich von einer Randerscheinung des „alternativen“ Sports zu einer festen Größe im bundesweiten Vereinswesen, was jedoch weniger auf sportliche als auf sportpolitische und -kulturelle Erfolge zurückzuführen ist.

## Geschichte
Der Verein wurde 1982 von einer Handvoll Freizeitfußballer in Kassel gegründet. Ziel war die Beantragung von städtischen Spielflächen zur dauerhaften Ausübung des Fußballsports, den sie bis dahin in Parks und auf Bolzplätzen ausübten. Darüber hinaus wollten sich die Gründer von bestehenden Fußballvereinen „alternativ“ absetzen. Gehalten hat sich bis heute zum Beispiel die Tradition, dass der Ball beim Anstoß zum Gegner gespielt wird, was ein Symbol für das Miteinander im Sport und die Absicht eines fairen Spiels darstellen soll. Während des Rechtsstreits um die Aufnahme in den Hessischen Fußball-Verband unternahmen Vereinsmitglieder Reisen in die DDR, die Sowjetunion, nach China und Kuba. Das Angebot wurde 2001 um eine Segelsportabteilung erweitert.

## Namensstreit
Mit der Anmeldung des Vereins Dynamo Windrad im Hessischen Fußball-Verband (HFV) begann ein Rechtsstreit über die Namensgebung des Vereins. Der HFV wollte den Namensteil Dynamo nicht gestatten mit der Begründung, dass es sich um eine politische Aussage handele, die Sportvereinen per definitionem nicht zukomme. Dynamo erinnerte nach Meinung des HFV an die Namen von DDR-Vereinen und sei in der Bundesrepublik nicht statthaft.
Dynamo Windrad reichte Klage ein und stritt mit dem HFV bis zum Oberlandesgericht Frankfurt am Main, wo der Verein den Rechtsstreit verlor. Das Oberlandesgericht entschied, der Namenszusatz Dynamo werde „von der ganz überwiegenden Mehrheit der Bürger, denen das internationale Sportgeschehen nicht völlig gleichgültig ist, ganz spontan dem kommunistischsozialistischen und damit politisch linken Lager zugeordnet“. Eine anhängige Klage vor dem Bundesverfassungsgericht wurde 1989 zurückgenommen. Zeitweilig trugen die Spieler Trikots, auf denen ein Adler aus dem DFB-Wappen stürzt.
Ein Aufnahmeversuch in den Deutschen Turn- und Sportbund der DDR scheiterte 1988, weil nur DDR-Bürger dort Mitglied sein dürften.
Die Anerkennung als Verein im Sportbetrieb erfolgte erst 1990 nach der Wiedervereinigung, nachdem ab 1991 mit Dynamo Dresden ein Verein mit dem Namensbestandteil Dynamo in der Fußball-Bundesliga spielte.

## Veranstaltungen
Dynamo Windrad ist heute in der bundesweiten „alternativen“ Fußballszene bekannt und setzt sich in Veranstaltungen regelmäßig mit Themen wie der gesellschaftlichen Bedeutung des Fußballs, Rassismus und Fremdenfeindlichkeit sowie Fußballsatire auseinander.
Dazu zählen insbesondere auch die Großveranstaltungen, die der Verein in den letzten 20 Jahren durchgeführt hat. Neben den jährlichen Kasseler Freizeitturnieren im Fußball (Bolz-Masters im Sommer und Iron Cup im Winter) und im Volleyball wurde die Bühne des Freizeitfußballs in Richtung internationaler Begegnung und Austausch geöffnet. Zur Deutschen Alternativ Meisterschaft im Freizeitfußball 2004 (DAM 04) in Kassel wurden erstmals internationale Teams zur Teilnahme eingeladen. Zur bislang größten Veranstaltung Dynamo Windrads wurde die 2006 in Kassel durchgeführte BOLZ-WM, bei der in zehn Tagen fünf Fußballturniere für über 120 Mannschaften mit Teilnehmern aus über 20 Nationen veranstaltet wurden.
Der Verein veranstaltete von 1993 bis 1997 das Kasseler Bluesfest im Gebäude der früheren Ingenieurschule. Die Wanderausstellung „Satanische Fersen“, die in Kooperation mit dem Verein Caricatura entstand, wurde 1994 in Kassel und anschließend in 15 deutschen und französischen Städten gezeigt.